# Martinskirche (Spenge)

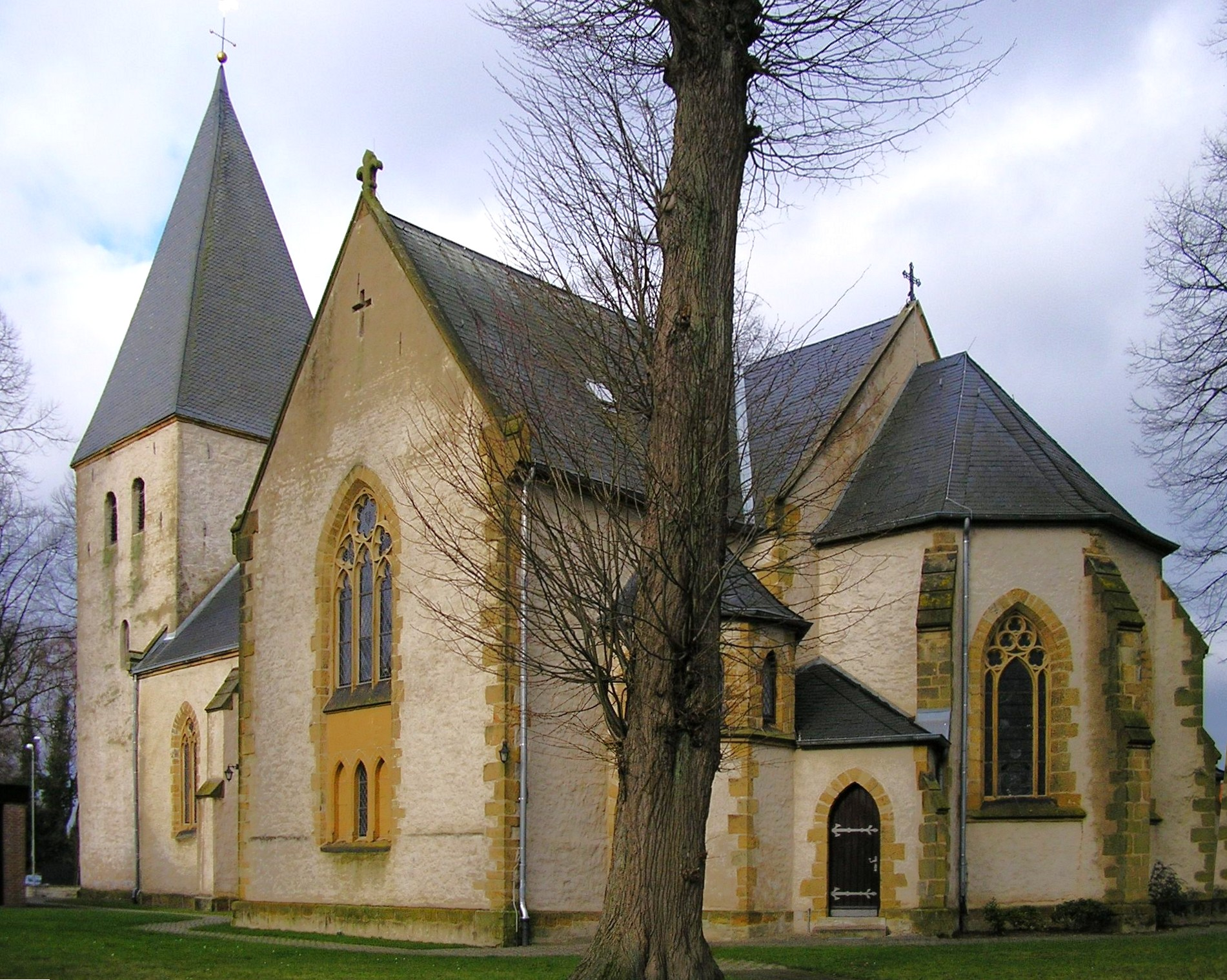
Die Martinskirche in Spenge

Die Kirche St. Martinus gehört zur evangelisch-lutherischen Gemeinde von Spenge, Kreis Herford. Sie ist neben der  Marienkirche in Wallenbrück der älteste Sakralbau der Gemeinde.

## Geschichte

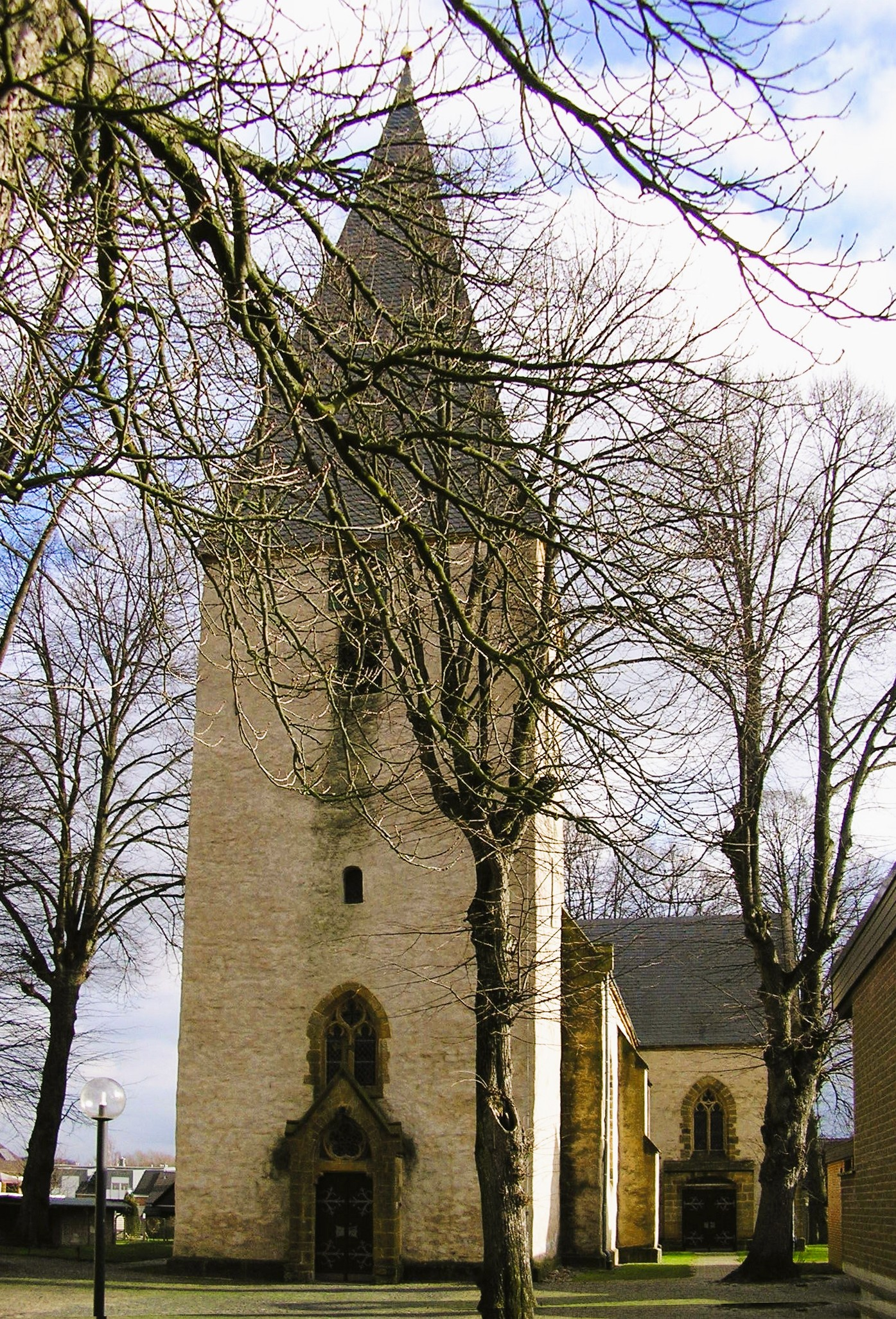
Kirchturm von Westen

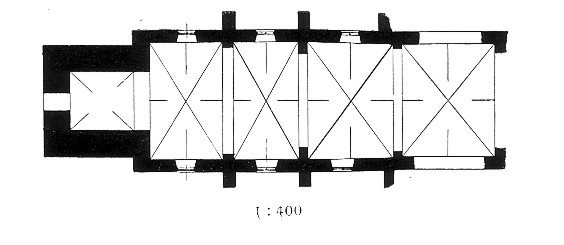
Grundriss der gotischen Bauteile der Kirche 1908

Die älteste urkundliche Erwähnung der Spenger Kirche findet sich im Jahre 1160 in einer Urkunde des Bischofs von Osnabrück, in der er die Einkünfte des Dekanates dem Johannis-Stift in Osnabrück zusprach. Die Patronatsrechte der Kirche wurden 1293 dem Bielefelder St.-Marien-Stift zugesprochen. Sie verblieben dort bis zur Aufhebung des Stifts im Jahre 1810. Im Zuge der Reformation übernahm erstmals ein lutherischer Pfarrer 1562 die Spenger Pfarrei.
1975 konnten im Rahmen einer archäologischen Grabung Hinweise auf die Baugeschichte der Kirche gewonnen werden. Der erste nachweisbare Vorgängerbau der heutigen Kirche wurde über geosteten Gräbern errichtet, einem also bereits christlich genutzten Begräbnisfeld. Vermutungen, den ersten Kirchbau aufgrund des Patroziniums des Martin von Tours in das 9. oder 10. Jahrhundert zu datieren, ließen sich aus den Grabungsbefunden nicht bestätigen.
Der Kunsthistoriker Albert Ludorff hatte den Kirchturm von St. Martinus in eine romanische Bauperiode zugewiesen, jedoch konnte auch dieses die Grabung nicht bestätigen. Die bestehende Kirche stammt in ihrem Kern aus der zweiten Hälfte des 13. Jahrhunderts. Sie wurde als einschiffige frühgotische Saalkirche errichtet, die im Osten mit einem Rechteck-Chor abschloss. Der archaisch anmutende Westturm gehört zusammen mit dem Langhaus in eine Bauperiode.
Grundlegende Veränderungen am  Kirchengebäude selbst wurden erst bei der Renovierung und Erweiterung der Kirche 1877 durchgeführt. Wie auch im benachbarten Wallenbrück war im Zuge der Erweckungsbewegung ein Ausbau des Sakralbaus notwendig geworden. Dabei wurde der alte Chorbereich in ein Querhaus verändert und dieses mit einem neogotischen Chor versehen. Hierbei entfernte man größtenteils die mittelalterlichen Ausstattungsgegenstände, von denen der Spenger Martinsaltar aus dem 15. Jahrhundert der bedeutendste war. Dieser war auf Beschluss des Presbyteriums am 22. April 1877 dem Westfälischen Kunstverein in Münster geschenkt worden. Nach langwierigen Verhandlungen konnte er schließlich 1993 nach Spenge zurückkehren, wo er heute seinen Platz im neuen Chor der Martinskirche gefunden hat.